# Tanya Kalounivale

a Compétitions nationales et continentales officielles uniquement.

b Matchs officiels uniquement.
Dernière mise à jour le 26 février 2024.
Tanya Kalounivale, née le 20 janvier 1999 à Suva (Fidji), est une joueuse internationale néo-zélandaise d'origine fidjienne de rugby à XV. Elle évolue au poste de pilier. Licenciée au Hamilton Old Boys, elle joue avec Waikato en Farah Palmer Cup et représente les Chiefs Manawa en Super Rugby Aupiki.

## Biographie
Tanya Kalounivale naît le 20 janvier 1999 à Suva aux Fidji. Elle grandit dans le village de Kanakana. Elle migre en Nouvelle-Zélande à l'âge de 17 ans, tout juste diplômée du lycée. Elle y rejoint en fait sa mère, qui est résidente permanente. Elle n'a alors jamais joué au rugby à XV de sa vie. Persuadée que sa mère n'acceptera jamais de la laisser jouer au rugby, elle n'ose pas lui demander directement. Mais la mère saisit les allusions de sa fille et lui trouve une équipe, lui offre une paire de crampons et lui annonce qu'elle débute l'entrainement le lendemain.
Elle débute avec les Huskies, la section féminine du Hamilton Old Boys. Et dès sa première saison, elle est sélectionnée par la province de Waikato. Dans le même temps, elle fait des études de génie civil au Waikato Institute of Technology alors qu'elle voulait initialement étudier la médecine mais ne supporte pas la vue du sang.
En 2021, elle participe au premier match de l'histoire des Chiefs Manawa, à l'Eden Park. Auréolée d'un titre national avec sa province de Waikato, elle participe à la tournée européenne des Black Ferns, mais ne joue pas.
Elle obtient sa première sélection au Pacific Four Series 2022, contre les Wallaroos.
En 2022, elle joue pour la franchise des Chiefs. Elle compte quatre sélections en équipe nationale quand elle est retenue en septembre pour disputer la Coupe du monde organisée en Nouvelle-Zélande.
En 2023, elle participe à nouveau au Pacific Four Series, où elle prend trois matchs de suspension pour un plaquage haut, non sanctionné pendant le match contre les États-Unis. À l'automne, elle participe, toujours dans son pays, au WXV.

## Palmarès

### En province et franchise
- Vainqueur de la Farah Palmer Cup en 2021.
- Vainqueur du Super Rugby Aupiki en 2022.
- Finaliste du Super Rugby Aupiki en 2023.

### En équipe nationale
- Vainqueur de la Coupe du monde en 2021.
- Vainqueur de la Pacific Four Series en 2022, 2023 et 2025.